# Улица Зур Урам
Улица Зур Урам — улица в Советском районе Казани. Пересекает улицы Губкина, Каспийская, Беговая и Артиллерийская.

## История
Улица появилась в первой половине 1950-х как восточная окраина посёлка Восточный. Во второй половине того же десятилетия Казанскому горжилуправлению был выделен участок к востоку от улицы для строительства двухэтажных домов, в которые должны были переселить жителей аварийных домов и тех, чьи дома попадали в зону затопления. Вскоре дома начали строить и на южной стороне улицы, основную часть строительства выполнял трест «Казтрансстрой».
В 1990-е и 2000-е годы часть жилых домов была снесена по республиканской программе ветхого жилья.
В конце 2000-х годов на территории базы МЧС, которая находится южнее улицы, началось строительство жилого комплекса (ЖК «МЧС») площадью 130 тысяч квадратных метров, однако из-за банкротства застройщика строительство затянулось более чем на 10 лет; достроенные  уже другой организацией дома получили адресацию по улице.

## Объекты
- №№ 2, 3, 4, 5, 7, 8, 9а, 11/46 — жилые дома треста «Казтрансстрой».[1][5]
  - № 9а — в этом доме находился отдел рабочего снабжения треста «Казтрансстрой».[6]
  - № 10 — в этом доме находилась жилищно-коммунальная контора треста «Казтрансстрой».[6]
  - № 11/46 — почтовое отделение № 420088.[7]
- № 1 — бывший детский сад № 198 «Ромашка» треста «Казтрансстрой».[6] Ныне занят различными организациями.
- № 1а — бывший детский сад № 343 «Ромашка» треста «Казтрансстрой».[6]
- № 2а — детский сад № 167 «Колобок» (в советское время ведомственный детский сад Казанского ПО вычислительных систем).[8]
- № 4 — детский сад № 336 (в советские время ведомственный д/с НПО «Волга»).[8]
- №№ 6 — жилой дом трамвайно-троллейбусного управления (снесён).[1]
- № 6а — жилой дом центра социально-экономических исследований при КМ РТ.[9]
- № 10 — жилой дом оптико-механического завода.[1]
- № 12 — жилой дом треста «Каздорстрой». В этом доме находилась контора мехколонны № 130 треста «Каздорстрой».[6]

## Транспорт
Ближайшие остановки общественного транспорта находятся на улицах Губкина, Арбузова и проспекте Победы.